# Burg Wain
Die Burg Wain ist eine abgegangene Burg vermutlich direkt hinter dem Schloss Wain, 3500 Meter nordöstlich von Schwendi bei der Gemeinde Wain im Landkreis Biberach (Baden-Württemberg). Sie diente den Vögten der Reichsstadt Ulm als Amtssitz. 
Von der nicht genau lokalisierbaren Burganlage ist nichts erhalten.